# Lijst van weg- en veldkapellen in Reusel-De Mierden
Dit is een onvolledige lijst van veldkapellen in de gemeente Reusel-De Mierden. Kapelletjes komen vooral in het zuiden van Nederland voor en werden dikwijls gebouwd ter verering van een heilige.
| Kapel                                                | Adres                      | Plaats       | Bouwperiode      | Architect | Foto |
| ---------------------------------------------------- | -------------------------- | ------------ | ---------------- | --------- | ---- |
| Sint-Corneliuskapel                                  | Kuilenrode                 | Hooge Mierde | Ca. 1800 en 1998 |           |      |
| Sint-Willibrorduskapel (Houten kapel)                | Hoef                       | Hulsel       | 1939             |           |      |
| Mariakapel                                           | Vloeieind                  | Lage Mierde  | 1937             |           |      |
| Onze-Lieve-Vrouw van Czestochowakapel (Poolse kapel) | Mierdseweg                 | Reusel       | 1986             |           |      |
| Mariakapel                                           | Burgemeester Willekenslaan | Reusel       | 1950             |           |      |
| Mariakapel                                           | Buizerd                    | Reusel       | 1993             |           |      |